# FG Весов
FG Весов (лат. FG Librae) — одиночная переменная звезда в созвездии Весов на расстоянии (вычисленном из значения параллакса) приблизительно 64842 световых лет (около 19881 парсека) от Солнца. Видимая звёздная величина звезды — от +16,4m до +15,1m.

## Характеристики
FG Весов — пульсирующая переменная звезда типа RR Лиры (RRAB).